# 道の駅やちよ
道の駅やちよ（みちのえき やちよ）は、千葉県八千代市にある国道16号の道の駅である。別称は八千代ふるさとステーション。
千葉県内3番目の道の駅として登録された。国道16号沿いでは唯一の道の駅である。管理者は、やちよ農業の輪共同企業体。

## 沿革
- 2021年（令和3年）6月11日 - 国土交通省、広域的な防災拠点を担う「防災道の駅」として認定（全国初）。
- 2022年7月 - 開設25周年

## 施設
総敷地面積25,459.58㎡、施設棟数2。
- 駐車場
  - 普通車：204台
  - 大型車：10台
  - 身体障害者用：5台
- トイレ（男17、女13、身体障害者用3、共用2）
- 八千代ふるさとステーション
  - 情報コーナー
  - 農産物直売所「クラフト」
  - レストラン「トミーガーデン八千代」
  - アイスクリーム「プチシャンテリー」
- やちよ農業交流センター
  - 喫茶コーナー「とれたて野菜キッチン加賀田」
  - 農産物加工所「スマイルデイズ」
  - ふれあい広場（バーベキュー）
  - 研修室
  - 調理実習室
  - レンタサイクル

### 通信設備
- 固定電話、インターネット、公衆無線LAN、テレビ、ラジオ、防災無線

## 休館日
- 第2月曜日
- 12月31日 - 1月4日

## アクセス
- 国道16号 - 登録路線
  - 千葉県道61号船橋印西線

### 最寄IC
- 東関東自動車道 - 千葉北IC
- 京葉道路 - 武石IC

### 公共交通
東洋バス
- 東葉勝田台駅および勝田台駅南口 - 米本団地ゆきで約20分、終点「米本団地」から徒歩7分
- 八千代中央駅 - 米本団地ゆきで約17分、終点「米本団地」から徒歩7分

## 周辺
- 新川
- 観光農園
- 活き活き家八千代店 - かき小屋
- UR米本団地